# Brave New World (альбом)
Brave New World — дванадцятий студійний альбом англійської групи Iron Maiden, який був випущений 29 травня 2000 року.

## Композиції
1. The Wicker Man — 4:35
2. Ghost of the Navigator — 6:50
3. Brave New World — 6:18
4. Blood Brothers — 7:14
5. The Mercenary — 4:42
6. Dream of Mirrors — 9:21
7. The Fallen Angel — 4:00
8. The Nomad — 9:06
9. Out of the Silent Planet — 6:25
10. The Thin Line Between Love and Hate — 8:26